# 16797 Wilkerson
16797 Wilkerson è un asteroide della fascia principale. Scoperto nel 1997, presenta un'orbita caratterizzata da un semiasse maggiore pari a 3,1981933 UA e da un'eccentricità di 0,1501443, inclinata di 7,83667° rispetto all'eclittica.